# Jagminas
Jagminas ist ein litauischer männlicher Familienname.

## Personen
- Jonas Jagminas (* 1949), Agronom und Politiker, sowjetlitauischer stellvertretender Ministerpräsident, Mitglied des Seimas
- Bronislovas Jagminas (1935–2016), Journalist und Politiker, Mitglied des Seimas